# San Antonio (Baja California)
San Antonio es una localidad del estado mexicano de Baja California. Es parte del municipio de Tijuana.

## Demografía
| Censo | Población |
| ----- | --------- |
| 2000  | 723       |
| 2010  | 1 241     |
| 2020  | 1 159     |